# Halenia vincetoxicoides
Halenia vincetoxicoides är en gentianaväxtart som beskrevs av Ernest Friedrich Gilg. Halenia vincetoxicoides ingår i släktet Halenia och familjen gentianaväxter. Inga underarter finns listade i Catalogue of Life.